# 阿魯斯的巨獸
《阿魯斯的巨獸》是DMM.com和旭Production推出的日本原創電視動畫作品，自2023年1月7日起開始播出。

## 角色
庫彌（聲：羊宮妃那）
在實驗室中被稱為「22號」。自稱「第22號的庫米」。天真爛漫、溫柔善良，對於自己的出身、常識、自身力量的控制以及這個世界一無所知的少女。其體能與身體素質相當高，此外食慾旺盛。在逃離研究室時與「沒死成的吉羅」相遇。裝備詛咒戒指「約定的戒指」，會吸取戴上戒指的人的生命。傳聞中戴上此戒指的人會成為「阿魯斯的救世主」，而履行「約定」者在世上僅有一人。
吉羅（聲：森川智之）
直率但內心善良的流浪獵人。
米婭（聲：芹澤優）
頭戴類似貓型帽子的甲部族少女。
梅蘭（聲：峯田大夢）

羅曼娜（聲：日笠陽子）

劍（聲：瀬戸麻沙美）

夏爾特（聲：倉持若菜）

法扎德（聲：竹内良太）

十花（聲：青耶木まゆ）

禪（聲：緒方賢一）

梅哲米（聲：田丸篤志）

巴庫拉（聲：菅生隆之）

勝庫彌（聲：渡辺明乃）

巴班（聲：島田岳洋）

巴班妻子（聲：中原麻衣）

聲：水中雅章

聲：乃村健次

聲：渡井奏斗

高薩（聲：清川元夢）

## 主題曲
片頭曲
歌：PENGUIN RESEARCH
作詞、作曲：堀江晶太；編曲：堀江晶太、PENGUIN RESEARCH
片尾曲
歌：遙海
作詞、作曲：MALIYA；編曲：Island State Music、小川翔

## 劇集列表
| 話數 | 標題                  | 分鏡                                | 演出          | 作畫監督                                                                 | 總作畫監督 | 首播日期      |
| ---- | --------------------- | ----------------------------------- | ------------- | ------------------------------------------------------------------------ | ---------- | ------------- |
| 1    | 起始的約定 （）       | 小黑晃                              | 鈴木理人      | 佐藤惠美、森葵、大瀧那佳 大野勉、橋本航平                                | 加藤真人   | 2023年1月7日  |
| 2    | 契約的儀式 （）       | 小黑晃                              | 大塚隆寬      | 富山大輔、藤井文乃、久保山陽子 、岩佐智子                                | 加藤真人   | 2023年1月14日 |
| 3    | 霖雨之鄉 （）         | 上田繁                              | 上田繁        | 島崎克實、南伸一郎、大野勉 松下純子、、飯飼一幸 SevenSeas                | 加藤真人   | 2023年1月21日 |
| 4    | 彷徨的長矛 （）       | 青山弘                              | 石山貴明      | 久保山陽子、岩佐智子、森葵 佐藤惠美、藤井文乃、富山大輔 、南伸一郎       | 加藤真人   | 2023年1月28日 |
| 5    | 比試 （）             | 小黑晃                              | 飯村正之      | 島崎克實、南伸一郎、大野勉 飯飼一幸、櫻井木之實                          | 加藤真人   | 2023年2月4日  |
| 6    | 無法逃離的陰影 （）   | 鈴木理人 森葵                       | 鈴木理人 森葵 | 佐藤惠美、森葵、橋本航平 大瀧那佳、SevenSeas                             | 加藤真人   | 2023年2月11日 |
| 7    | 紫色是犄角的記憶 （） | 小黑晃                              | 大塚隆寬      | 岩佐智子、藤井文乃、久保山陽子 富山大輔、                                | 加藤真人   | 2023年2月18日 |
| 8    | 同一性的證明 （）     | 小黑晃                              | 上田繁        | 大野勉、飯飼一幸、南伸一郎 島崎克實、高乘陽子、藤井文乃                  | 加藤真人   | 2023年2月25日 |
| 9    | 武士與醫者 （）       | 鈴木理人、森葵 井津宏典、山崎理璃花 | 石山貴明      | 久保山陽子、、 富山大輔、藤井文乃                                        | 加藤真人   | 2023年3月4日  |
| 10   | 守護民的使者 （）     | 小黑晃                              | 飯村正之      | 大野勉、飯飼一幸、南伸一郎、島崎克實、高乘陽子、櫻井木之實、藤井文乃、   | 加藤真人   | 2023年3月10日 |
| 11   | 泡影之花 （）         | 鈴木理人、森葵                      | 鈴木理人      | 佐藤惠美、高乘陽子、藤井文乃、久保山陽子、、富山大輔、橋本航平、飯飼一幸 | 加藤真人   | 2023年3月17日 |
| 12   | 戒指的審判 （）       | 小黑晃                              | 大塚隆寬      | 小黑晃                                                                   | 加藤真人   | 2023年3月24日 |

## 外部連結
- 官方网站（日語）
- 電視動畫官方的X（前Twitter）（日語）